# Metajapyx multidens
Metajapyx multidens är en urinsektsart som först beskrevs av Cook 1899.  Metajapyx multidens ingår i släktet Metajapyx och familjen Japygidae. Inga underarter finns listade i Catalogue of Life.